# Ptichodis lima
Ptichodis lima är en fjärilsart som beskrevs av Achille Guenée 1852. Ptichodis lima ingår i släktet Ptichodis och familjen nattflyn. Inga underarter finns listade.